# Праттсвілл (містечко, Нью-Йорк)
Праттсвілл (англ. Prattsville) — місто (англ. town) в США, в окрузі Грін штату Нью-Йорк. Населення — 774 особи (2020).

### Клімат
| Клімат : Праттсвілл   | Клімат : Праттсвілл | Клімат : Праттсвілл | Клімат : Праттсвілл | Клімат : Праттсвілл | Клімат : Праттсвілл | Клімат : Праттсвілл | Клімат : Праттсвілл | Клімат : Праттсвілл | Клімат : Праттсвілл | Клімат : Праттсвілл | Клімат : Праттсвілл | Клімат : Праттсвілл | Клімат : Праттсвілл |
| Показник              | Січ.                | Лют.                | Бер.                | Квіт.               | Трав.               | Черв.               | Лип.                | Серп.               | Вер.                | Жовт.               | Лист.               | Груд.               | Рік                 |
| Середній максимум, °C | −0,6                | 0,6                 | 5,0                 | 11,7                | 18,3                | 22,8                | 25,6                | 24,4                | 20,0                | 14,4                | 7,8                 | 1,7                 | 12,8                |
| Середній мінімум, °C  | −12,8               | −12,8               | −7,8                | −1,7                | 3,9                 | 8,3                 | 10,6                | 10,0                | 6,1                 | 0,6                 | −3,3                | −9,4                | −0,6                |
| Норма опадів, мм      | 109                 | 73                  | 113                 | 119                 | 122                 | 109                 | 106                 | 89                  | 117                 | 113                 | 131                 | 104                 | 592                 |
| --------------------- | ------------------- | ------------------- | ------------------- | ------------------- | ------------------- | ------------------- | ------------------- | ------------------- | ------------------- | ------------------- | ------------------- | ------------------- | ------------------- |
| Джерело: Weather.com  |                     |                     |                     |                     |                     |                     |                     |                     |                     |                     |                     |                     |                     |

## Демографія
Згідно з переписом 2010 року, у місті мешкало 700 осіб у 301 домогосподарстві у складі 194 родин. Було 506 помешкань
Расовий склад населення:
| - 98,4 % — білих - 0,6 % — азіатів - 0,1 % — корінних американців - 0,1 % — чорних або афроамериканців |

До двох чи більше рас належало 0,7 %. Частка іспаномовних становила 1,1 % від усіх жителів.
За віковим діапазоном населення розподілялося таким чином: 21,6 % — особи молодші 18 років, 55,8 % — особи у віці 18—64 років, 22,6 % — особи у віці 65 років та старші. Медіана віку мешканця становила 46,1 року. На 100 осіб жіночої статі у місті припадало 101,7 чоловіків;  на 100 жінок у віці від 18 років та старших — 92,6 чоловіків також старших 18 років.
Середній дохід на одне домашнє господарство  становив 47 140 доларів США (медіана — 37 250), а середній дохід на одну сім'ю — 56 667 доларів (медіана — 48 523). Медіана доходів становила 43 036 доларів для чоловіків та 30 417 доларів для жінок. За межею бідності перебувало 22,1 % осіб, у тому числі 45,0 % дітей у віці до 18 років та 10,0 % осіб у віці 65 років та старших.
Цивільне працевлаштоване населення становило 291 особа. Основні галузі зайнятості: будівництво — 19,6 %, освіта, охорона здоров'я та соціальна допомога — 16,5 %, мистецтво, розваги та відпочинок — 12,0 %, транспорт — 10,3 %.